# Paul Erbe
Paul Erbe (* 21. Mai 1894 in München; † 29. Februar 1972 in Haimhausen) war ein deutscher Maler. Er wurde wesentlich von den deutschen Impressionisten und den Malern der Scholle beeinflusst, insbesondere von Leo Putz. Viele seiner Gemälde entstanden in und um Haimhausen sowie Dachau mit seiner Moorlandschaft. Er war nicht nur Landschaftsmaler, auch Stillleben, Tierbilder (besonders Enten) und Blumenstücke gehörten zu seinem Sujet.

## Leben und Wirken
Der Sohn des Münchner Versicherungsbeamten Ferdinand Erbe und seiner Ehefrau Maria, geb. Wahlmann, besuchte von 1904 bis 1907 das Maximiliansgymnasium in der Münchner Ludwigstraße und trat dann ins Alte Realgymnasium über. Hier schloss er 1913 mit dem Abitur ab. Im Ersten Weltkrieg meldete er sich als Freiwilliger zum Militärdienst und nahm auch am Zweiten Weltkrieg teil. Sein zeichnerisches Talent zeigte sich schon in seiner Kinder- und Jugendzeit. Doch Paul Erbe wollte sich nicht professionell der Malerei widmen. Darum studierte er in München Kunstgeschichte und Philosophie, wandte sich aber bald autodidaktisch der Malerei zu. Vermutlich bewog ihn Paul Eduard Crodel dazu. Bereits 1921 stellte er ein Gemälde Äpfel und Rüben im Münchner Glaspalast aus und war mit seinen Arbeiten nachweislich bis mindestens 1968 in Ausstellungen vertreten, u. a. von 1938 bis 1940 mit drei Bildern auf der Großen Deutschen Kunstausstellung in München, von denen Hitler zwei erwarb.
1952 war er – u. a. mit Friedrich Wilhelm Kalb, Fritz Schwimbeck und Claus Bergen – im Vorstand der Münchner Künstlergenossenschaft; 1968 war er Mitglied der Jury für deren Herbstausstellung.
Er wählte – angezogen von der Amperlandschaft – 1922 Haimhausen, wo sich eine kleine Künstlerkolonie entwickelt hatte, zu seiner Heimat. Als Paul Erbe im Alter die rechte Hand versagte, malte er linkshändig weiter.
In Haimhausen erinnert die Paul-Erbe-Straße an den Maler, der auf dem Friedhof Haimhausen beerdigt wurde.

## Künstlerisches Werk
Er liebte den breitpinseligen malerischen Vortrag und den Einsatz der Pinselspur als gestalterisches Mittel.

## Werke (Auswahl)
- Vorfrühling am Wasser (Öl; 1938 von Hitler erworben)[4]
- Morgen in den Bergen (Öl; 1939 von Hitler erworben)[5]

- Enten an der Amper bei Dachau, Öl auf Leinwand, 60 × 80 cm
- Enten an der Amper bei Haimhausen, Öl auf Leinwand, 48 × 40 cm
- Herbstliche Landschaft am Staffelsee, Öl auf Leinwand, 60 × 80 cm
- Dachauer Land im Vorfrühling, Öl auf Leinwand, 23,8 × 31,9 cm
- Früchtestillleben, Öl auf Leinwand, 12,2 × 16,1 cm
- Stillleben mit Bücklingen auf einem Teller, daneben Brot, Öl auf Leinwand, 15,7 × 19,7 cm
- Stillleben mit Früchten auf einem Zinnteller, Öl auf Leinwand, 23,6 × 31,5 cm
- Morgendliche Vorgebirgslandschaft, Öl auf Leinwand, 23,6 × 31,5 cm
- Fasching auf dem Marienplatz, Öl auf Leinwand, 23,3 × 31,1 cm
- Faschingstreiben auf dem Marienplatz, Öl auf Leinwand, 22,8 × 31,5 cm
- Der letzte Schnee, Öl auf Leinwand, 17,7 × 26,4 cm
- Drei Frauen, ein Kavalier, Öl auf Leinwand, 26 × 21,9 cm
- Rotgoldene Abenddämmerung über Dachau, Öl auf Leinwand, 96 × 117 cm
- Der Hafen von Königsberg, Öl auf Leinwand, 70 × 101 cm
- Ein warmer Herbstabend im Dachauer Land, Öl auf Leinwand, 72 × 100 cm
- Frühmorgen an der Amper, Öl auf Holzfaserplatte, 35 × 49,5 cm
- Strahlende Wolken im Frühling des Dachauer Mooses mit Torfstich und Torfhütten, Öl auf Leinwand, 61 × 80 cm
- Ein Panorama – Flußlandschaft, Öl auf Karton 22,5 × 30,5 cm
- Blick auf Amperpettenbach, Öl auf Karton, 40 × 50 cm
- Obststilleben, Öl auf Leinwand, 60 × 80 cm
- Morgen in den Bergen, Öl auf Holz, 81 × 99 cm
- Winter in Ampermoching, Öl auf Karton, 59,3 × 79,3 cm
- Bei Haimhausen, Öl auf Holzfaserplatte, 60 × 80 cm